# Jon Jonsson i Källeräng
Jonas (Jon) Jonsson (i riksdagen kallad Jonsson i Källeräng), född 18 januari 1867 i Delsbo församling, Gävleborgs län, död där 8 augusti 1939, var en svensk lantbrukare och riksdagsman. Jon Jonsson var riksdagsledamot i andra kammaren 1918–1920 för Hälsinglands norra valkrets. 